# سیارک ۱۱۷۸۸
سیارک ۱۱۷۸۸ (به انگلیسی: 11788 Nauchnyj، نامگذاری:1977QN2) یازده هزار و هفتصد و هشتاد و هشتمین سیارک کشف شده‌است که در ۲۱ اوت ۱۹۷۷ کشف شد.
قدر مطلق سیارک برابر ۱۴٫۱ است.